# Octurn
Octurn est un ensemble belge de jazz, mené par Bo Van Der Werf (saxophone baryton et clarinette).  
Les membres ainsi que les compositeurs de l'ensemble changent à chaque album. Le groupe comporte toujours au moins trois saxophones, et il comporte deux basses et deux batteries depuis 2002.
L'ensemble est tourné essentiellement vers la recherche et l'expérimentation.

## Membres
Hormis Bo Van Der Werf, Laurent Blondiau (trompette et bugle) est le seul membre qui joue sur chaque album d'Octurn. Les autres musiciens proviennent essentiellement de la scène belge et française :
- saxophone : Ben Sluijs (alto), Jeroen Van Herzeele (tenor et soprano), Bart Defoort (tenor et soprano), Guillaume Orti (alto) et Patrick Zimmerli (ténor) ;
- flûte : Magic Malik, Ben Sluijs et Pierre Bernard ;
- trombone: Ilja Reijngoud et Geoffroy De Masure ;
- piano : Jozef Dumoulin, Ron Van Rossum, Kris Defoort et Fabian Fiorini ;
- guitare : Nelson Veras,  Jacques Pirotton, Pierre Van Dormael et Ben Monder ;
- bass : Piet Verbist, Nicolas Thys, Otti Van Der Werf et Jean-Luc Lehr ;
- drums : Félix Simtaine, Stéphane Galland et Chander Sardjoe ;
- percussion : Michel Seba.

Toots Thielemans (harmonica) et Kenny Werner (piano) ont également participé en tant qu'invités.

## Discographie
- 1996 : Chromatic History
- 1996 : Ocean[2]
- 2000 : Round[3]
- 2002 : The Book Of Hours
- 2002 : Dimensions[4]
- 2006 : 21 Emanations[5]
- 2007 : XP's Live[6]
- 2007 : North Country Suite[7]
- 2009 : 7 eyes
- 2012 : Kailash
- 2013 : Gamelan

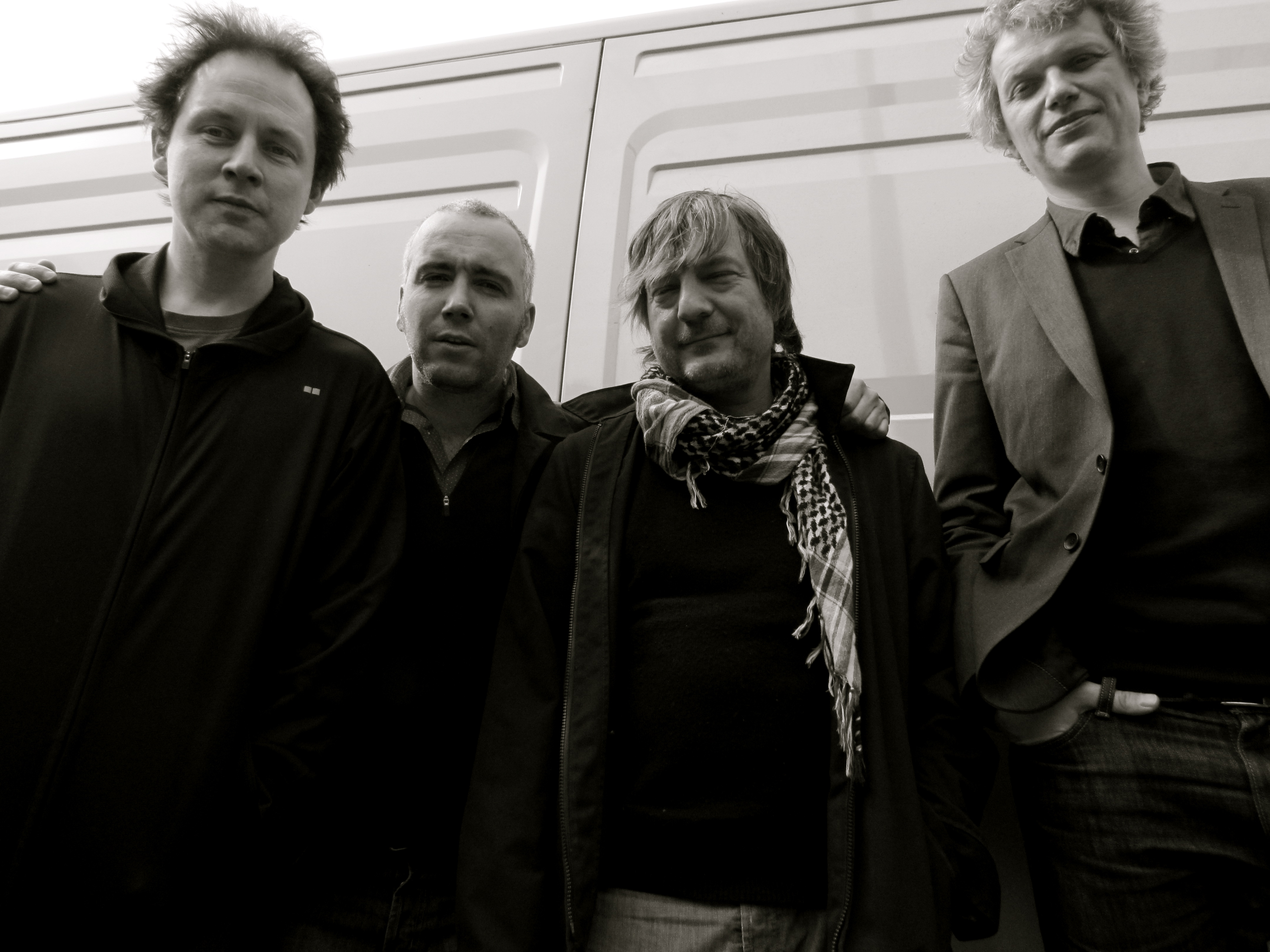
octurn_songbook of changes

- 2013 : Kailash (concert en direct)
- 2016 : Tantric College avec les moines tibétains de Gyuto
- 2017 : Songbook of Changes, avec Jozef Dumoulin clavier), Fabian Fiorini (piano), Dré Pallemaerts (batterie), Bo Van Der Werf (saxophone baryton), Magic Malik (flûte), Clemens van der Feen (contrebasse)